# Bahnstrecke Toulouse–Bayonne
| Verlauf der Bahnstrecke Toulouse–Bayonne |                      |                                                                                    |                                                                                    |
| Streckennummer (SNCF): | 650 000              |                                                                                    |                                                                                    |
| Streckenlänge: | 321 km               |                                                                                    |                                                                                    |
| Spurweite: | 1435 mm (Normalspur) |                                                                                    |                                                                                    |
| Stromsystem: | 1,5 kV =             |                                                                                    |                                                                                    |
| Maximale Neigung: | 33 ‰                 |                                                                                    |                                                                                    |
| Streckengeschwindigkeit: | 160 km/h             |                                                                                    |                                                                                    |
| Zweigleisigkeit: | Toulouse – Puyoô     |                                                                                    |                                                                                    |
| |                      |                                                                                    |                                                                                    |
| \| \| \| Bahnstrecke Bordeaux–Sète von Bordeaux \| \| \| \| 0,0 \| Toulouse-Matabiau \| 146 m \| \| \| \| Bahnstrecke Bordeaux–Sète nach Sète \| \| \| \| 3,9 \| Toulouse-Saint-Agne \| 145 m \| \| \| 5,1 \| Garonne \| Garonne \| \| \| 5,7 \| Garonne \| Garonne \| \| \| 5,9 \| Bahnstrecke Saint-Agne–Auch nach Auch \| Bahnstrecke Saint-Agne–Auch nach Auch \| \| \| 11,7 \| Portet-Saint-Simon \| 153 m \| \| \| \| \| \| \| \| 12,7 \| Bahnstrecke Portet-Saint-Simon–Puigcerdà nach Puigcerdà \| Bahnstrecke Portet-Saint-Simon–Puigcerdà nach Puigcerdà \| \| \| \| \| \| \| \| 20,8 \| Muret \| 169 m \| \| \| 21,4 \| Louge \| Louge \| \| \| 65,7 \| Boussens (Haute-Garonne) \| 271 m \| \| \| 67,8 \| Garonne \| Garonne \| \| \| \| nach Saint-Girons (gepl. strategische Bahn Lleida) \| \| \| \| 71,7 \| Saint-Martory \| 290 m \| \| \| 72,8 \| Garonne \| Garonne \| \| \| 90,3 \| Saint-Gaudens \| 371 m \| \| \| 92,2 \| Garonne \| Garonne \| \| \| \| \| \| \| \| \| Bahnstrecke Montréjeau–Luchon von Bagnères-de-Luchon \| \| \| \| \| \| \| \| \| 103,9 \| Montréjeau – Gourdan-Polignan \| 423 m \| \| \| 104,3 \| Garonne \| Garonne \| \| \| 117,8 \| Save \| Save \| \| \| 118,8 \| Gers \| Gers \| \| \| \| Bahnstrecke Lannemezan–Auch von Auch \| \| \| \| 120,5 \| Lannemezan \| 613 m \| \| \| \| Bahnstrecke Lannemezan–Arreau nach Arreau \| \| \| \| 126,0 \| Capvern \| 597 m \| \| \| \| Rampe de Capvern (33 ‰) \| \| \| \| 136,8 \| Arros \| Arros \| \| \| 138,6 \| Tournay \| 261 m \| \| \| 155,1 \| Adour \| Adour \| \| \| \| \| \| \| \| \| Bahnstrecke Morcenx–Bagnères-de-Bigorre von Bagnères-de-Bigorre \| \| \| \| \| \| \| \| \| 156,3 \| Tarbes \| 304 m \| \| \| \| Bahnstrecke Morcenx–Bagnères-de-Bigorre n. Morcenx \| \| \| \| \| \| \| \| \| \| Bahnstrecke Lourdes–Pierrefitte-Nestalas nach Pierrefitte-Nestalas \| \| \| \| \| \| \| \| \| 176,9 \| Lourdes \| 409 m \| \| \| 187,2 \| Saint-Pé-de-Bigorre \| 333 m \| \| \| 191,8 \| Montaut-Bétharram \| 319 m \| \| \| 198,9 \| Coarraze-Nay \| 267 m \| \| \| 208,2 \| Assat \| 210 m \| \| \| 212,2 \| Lagoin \| Lagoin \| \| \| 215,7 \| Pau \| 178 m \| \| \| \| \| \| \| \| 215,9 \| Bahnstrecke Pau–Canfranc nach Bedous (ab 2032: Canfranc) \| Bahnstrecke Pau–Canfranc nach Bedous (ab 2032: Canfranc) \| \| \| \| \| \| \| \| 236,0 \| Artix \| 108 m \| \| \| \| \| \| \| \| \| Tramways à vapeur de la Chalosse et du Béarn (TVCB) von Dax (Meterspur, 1909–1937) \| \| \| \| \| \| \| \| \| 255,5 \| Orthez \| 62 m \| \| \| \| \| \| \| \| \| Bahnstrecke Puyoô-Mauléon nach Mauléon (gepl. Castejón de Ebro) \| \| \| \| \| \| \| \| \| 270,2 \| Puyoô \| 40 m \| \| \| \| Bahnstrecke Puyoô–Dax nach Dax \| \| \| \| \| TVCB von Dax (Meterspur, 1914–1937) \| \| \| \| \| Peyrehorade-Sablot \| \| \| \| 287,8 \| Peyrehorade \| 7 m \| \| \| 291,8 \| Gaves Réunis \| Gaves Réunis \| \| \| 296,4 \| Bidouze \| Bidouze \| \| \| 304,9 \| Urt \| 5 m \| \| \| \| Abzw. Lahonce (LGV Bordeaux–Espagne) \| \| \| \| \| Adour \| \| \| \| \| \| \| \| \| 319,3 199,6 \| Bahnstrecke Bayonne–Saint-Jean-Pied-de-Port von Saint-Jean-Pied-de-Port \| Bahnstrecke Bayonne–Saint-Jean-Pied-de-Port von Saint-Jean-Pied-de-Port \| \| \| \| \| \| \| \| 319,4 199,5 \| Bahnstrecke Bordeaux–Irun von Irún \| Bahnstrecke Bordeaux–Irun von Irún \| \| \| \| Tunnel de Mousserolles (217m) \| \| \| \| \| Adour \| \| \| \| \| Tunnel de Saint-Esprit (177m) \| \| \| \| 197,6 \| Bayonne \| 5 m \| \| \| 0,0 \| Bahnstrecke Bordeaux–Irun nach Bordeaux \| Bahnstrecke Bordeaux–Irun nach Bordeaux \| |                      |                                                                                    |                                                                                    |
| |                      | Bahnstrecke Bordeaux–Sète von Bordeaux                                             |                                                                                    |
| Bahnhof | 0,0                  | Toulouse-Matabiau                                                                  | 146 m                                                                              |
| Abzweig geradeaus und nach links |                      | Bahnstrecke Bordeaux–Sète nach Sète                                                | Bahnstrecke Bordeaux–Sète nach Sète                                                |
| Bahnhof | 3,9                  | Toulouse-Saint-Agne                                                                | 145 m                                                                              |
| Brücke über Wasserlauf | 5,1                  | Garonne                                                                            | Garonne                                                                            |
| Brücke über Wasserlauf | 5,7                  | Garonne                                                                            | Garonne                                                                            |
| Abzweig geradeaus, nach rechts und ehemals von rechts | 5,9                  | Bahnstrecke Saint-Agne–Auch nach Auch                                              | Bahnstrecke Saint-Agne–Auch nach Auch                                              |
| Bahnhof | 11,7                 | Portet-Saint-Simon                                                                 | 153 m                                                                              |
| |                      |                                                                                    |                                                                                    |
| Abzweig geradeaus und nach links | 12,7                 | Bahnstrecke Portet-Saint-Simon–Puigcerdà nach Puigcerdà                            | Bahnstrecke Portet-Saint-Simon–Puigcerdà nach Puigcerdà                            |
| |                      |                                                                                    |                                                                                    |
| Bahnhof | 20,8                 | Muret                                                                              | 169 m                                                                              |
| Brücke über Wasserlauf | 21,4                 | Louge                                                                              | Louge                                                                              |
| Bahnhof | 65,7                 | Boussens (Haute-Garonne)                                                           | 271 m                                                                              |
| Brücke über Wasserlauf | 67,8                 | Garonne                                                                            | Garonne                                                                            |
| Abzweig geradeaus und ehemals nach links |                      | nach Saint-Girons (gepl. strategische Bahn Lleida)                                 | nach Saint-Girons (gepl. strategische Bahn Lleida)                                 |
| Bahnhof | 71,7                 | Saint-Martory                                                                      | 290 m                                                                              |
| Brücke über Wasserlauf | 72,8                 | Garonne                                                                            | Garonne                                                                            |
| Bahnhof | 90,3                 | Saint-Gaudens                                                                      | 371 m                                                                              |
| Brücke über Wasserlauf | 92,2                 | Garonne                                                                            | Garonne                                                                            |
| |                      |                                                                                    |                                                                                    |
| Abzweig geradeaus und von links |                      | Bahnstrecke Montréjeau–Luchon von Bagnères-de-Luchon                               | Bahnstrecke Montréjeau–Luchon von Bagnères-de-Luchon                               |
| |                      |                                                                                    |                                                                                    |
| Bahnhof | 103,9                | Montréjeau – Gourdan-Polignan                                                      | 423 m                                                                              |
| Brücke über Wasserlauf | 104,3                | Garonne                                                                            | Garonne                                                                            |
| Brücke über Wasserlauf | 117,8                | Save                                                                               | Save                                                                               |
| Brücke über Wasserlauf | 118,8                | Gers                                                                               | Gers                                                                               |
| Abzweig geradeaus und ehemals von rechts |                      | Bahnstrecke Lannemezan–Auch von Auch                                               | Bahnstrecke Lannemezan–Auch von Auch                                               |
| Bahnhof | 120,5                | Lannemezan                                                                         | 613 m                                                                              |
| Abzweig geradeaus und nach links |                      | Bahnstrecke Lannemezan–Arreau nach Arreau                                          | Bahnstrecke Lannemezan–Arreau nach Arreau                                          |
| Bahnhof | 126,0                | Capvern                                                                            | 597 m                                                                              |
| |                      | Rampe de Capvern (33 ‰)                                                            |                                                                                    |
| Brücke über Wasserlauf | 136,8                | Arros                                                                              | Arros                                                                              |
| Bahnhof | 138,6                | Tournay                                                                            | 261 m                                                                              |
| Brücke über Wasserlauf | 155,1                | Adour                                                                              | Adour                                                                              |
| |                      |                                                                                    |                                                                                    |
| Abzweig geradeaus und ehemals von links |                      | Bahnstrecke Morcenx–Bagnères-de-Bigorre von Bagnères-de-Bigorre                    | Bahnstrecke Morcenx–Bagnères-de-Bigorre von Bagnères-de-Bigorre                    |
| |                      |                                                                                    |                                                                                    |
| Bahnhof | 156,3                | Tarbes                                                                             | 304 m                                                                              |
| Abzweig geradeaus und nach rechts |                      | Bahnstrecke Morcenx–Bagnères-de-Bigorre n. Morcenx                                 | Bahnstrecke Morcenx–Bagnères-de-Bigorre n. Morcenx                                 |
| |                      |                                                                                    |                                                                                    |
| Abzweig geradeaus und ehemals von links |                      | Bahnstrecke Lourdes–Pierrefitte-Nestalas nach Pierrefitte-Nestalas                 | Bahnstrecke Lourdes–Pierrefitte-Nestalas nach Pierrefitte-Nestalas                 |
| |                      |                                                                                    |                                                                                    |
| Bahnhof | 176,9                | Lourdes                                                                            | 409 m                                                                              |
| Haltepunkt / Haltestelle, ehemaliger Bahnhof | 187,2                | Saint-Pé-de-Bigorre                                                                | 333 m                                                                              |
| Haltepunkt / Haltestelle, ehemaliger Bahnhof | 191,8                | Montaut-Bétharram                                                                  | 319 m                                                                              |
| Haltepunkt / Haltestelle, ehemaliger Bahnhof | 198,9                | Coarraze-Nay                                                                       | 267 m                                                                              |
| Haltepunkt / Haltestelle, ehemaliger Bahnhof | 208,2                | Assat                                                                              | 210 m                                                                              |
| Brücke über Wasserlauf | 212,2                | Lagoin                                                                             | Lagoin                                                                             |
| Bahnhof | 215,7                | Pau                                                                                | 178 m                                                                              |
| |                      |                                                                                    |                                                                                    |
| Abzweig geradeaus und nach links | 215,9                | Bahnstrecke Pau–Canfranc nach Bedous (ab 2032: Canfranc)                           | Bahnstrecke Pau–Canfranc nach Bedous (ab 2032: Canfranc)                           |
| |                      |                                                                                    |                                                                                    |
| Bahnhof | 236,0                | Artix                                                                              | 108 m                                                                              |
| |                      |                                                                                    |                                                                                    |
| U-Bahn-Strecke von rechts (außer Betrieb) · Strecke |                      | Tramways à vapeur de la Chalosse et du Béarn (TVCB) von Dax (Meterspur, 1909–1937) | Tramways à vapeur de la Chalosse et du Béarn (TVCB) von Dax (Meterspur, 1909–1937) |
| |                      |                                                                                    |                                                                                    |
| U-Bahn-Kopfbahnhof Streckenende · Bahnhof | 255,5                | Orthez                                                                             | 62 m                                                                               |
| |                      |                                                                                    |                                                                                    |
| Abzweig geradeaus und ehemals von links |                      | Bahnstrecke Puyoô-Mauléon nach Mauléon (gepl. Castejón de Ebro)                    | Bahnstrecke Puyoô-Mauléon nach Mauléon (gepl. Castejón de Ebro)                    |
| |                      |                                                                                    |                                                                                    |
| Bahnhof | 270,2                | Puyoô                                                                              | 40 m                                                                               |
| Abzweig geradeaus und nach rechts |                      | Bahnstrecke Puyoô–Dax nach Dax                                                     | Bahnstrecke Puyoô–Dax nach Dax                                                     |
| U-Bahn-Strecke quer · Bahnübergang |                      | TVCB von Dax (Meterspur, 1914–1937)                                                | TVCB von Dax (Meterspur, 1914–1937)                                                |
| Strecke · U-Bahn-Kopfbahnhof Streckenende |                      | Peyrehorade-Sablot                                                                 | Peyrehorade-Sablot                                                                 |
| Bahnhof | 287,8                | Peyrehorade                                                                        | 7 m                                                                                |
| Brücke über Wasserlauf | 291,8                | Gaves Réunis                                                                       | Gaves Réunis                                                                       |
| Brücke über Wasserlauf | 296,4                | Bidouze                                                                            | Bidouze                                                                            |
| Bahnhof | 304,9                | Urt                                                                                | 5 m                                                                                |
| Kreuzung geradeaus unten (Querstrecke außer Betrieb) |                      | Abzw. Lahonce (LGV Bordeaux–Espagne)                                               | Abzw. Lahonce (LGV Bordeaux–Espagne)                                               |
| Brücke über Wasserlauf |                      | Adour                                                                              | Adour                                                                              |
| |                      |                                                                                    |                                                                                    |
| Abzweig geradeaus und von links | 319,3 199,6          | Bahnstrecke Bayonne–Saint-Jean-Pied-de-Port von Saint-Jean-Pied-de-Port            | Bahnstrecke Bayonne–Saint-Jean-Pied-de-Port von Saint-Jean-Pied-de-Port            |
| |                      |                                                                                    |                                                                                    |
| Abzweig geradeaus und von links | 319,4 199,5          | Bahnstrecke Bordeaux–Irun von Irún                                                 | Bahnstrecke Bordeaux–Irun von Irún                                                 |
| Tunnel |                      | Tunnel de Mousserolles (217m)                                                      | Tunnel de Mousserolles (217m)                                                      |
| Brücke über Wasserlauf |                      | Adour                                                                              | Adour                                                                              |
| Tunnel |                      | Tunnel de Saint-Esprit (177m)                                                      | Tunnel de Saint-Esprit (177m)                                                      |
| Bahnhof | 197,6                | Bayonne                                                                            | 5 m                                                                                |
| | 0,0                  | Bahnstrecke Bordeaux–Irun nach Bordeaux                                            | Bahnstrecke Bordeaux–Irun nach Bordeaux                                            |

Die 321 Kilometer lange Bahnstrecke von Toulouse nach Bayonne ist eine wichtige Verbindung im Südwesten Frankreichs. Im gebirgigen Gelände der Pyrenäen werden hier große Höhenunterschiede überwunden, sie ist eine der steilsten französischen Strecken. Fertiggestellt wurde die Strecke 1867, seit 1930 ist sie elektrifiziert. Zwischen Kilometer 93,6 und 103,9 beträgt die Höchstgeschwindigkeit 160 km/h, auf vielen anderen Abschnitten darf nur zwischen 100 km/h und 140 km/h gefahren werden.

## Geschichte

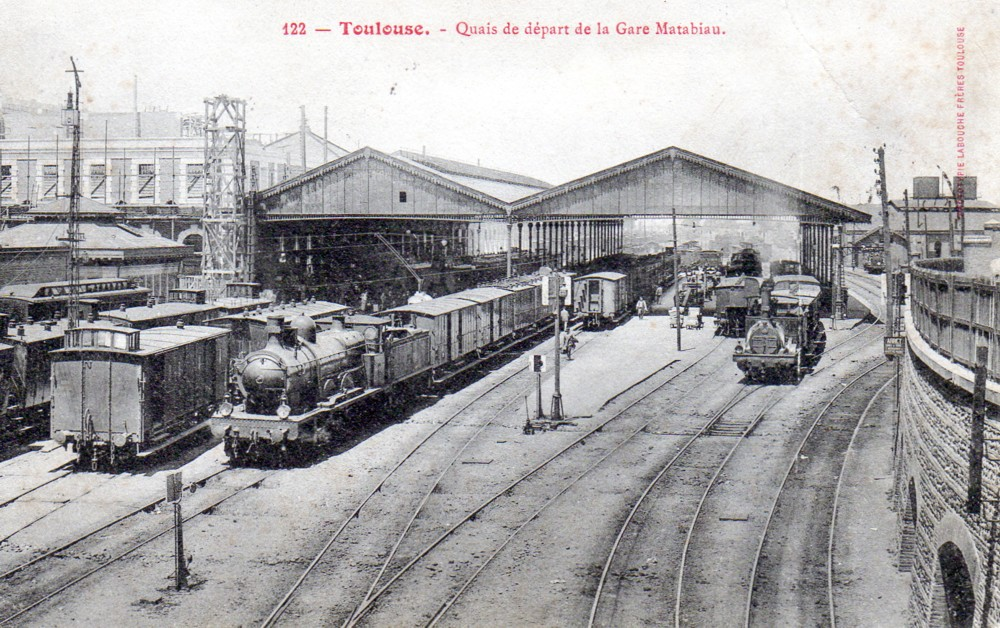
Bahnhof Toulouse-Matabiau, 1905

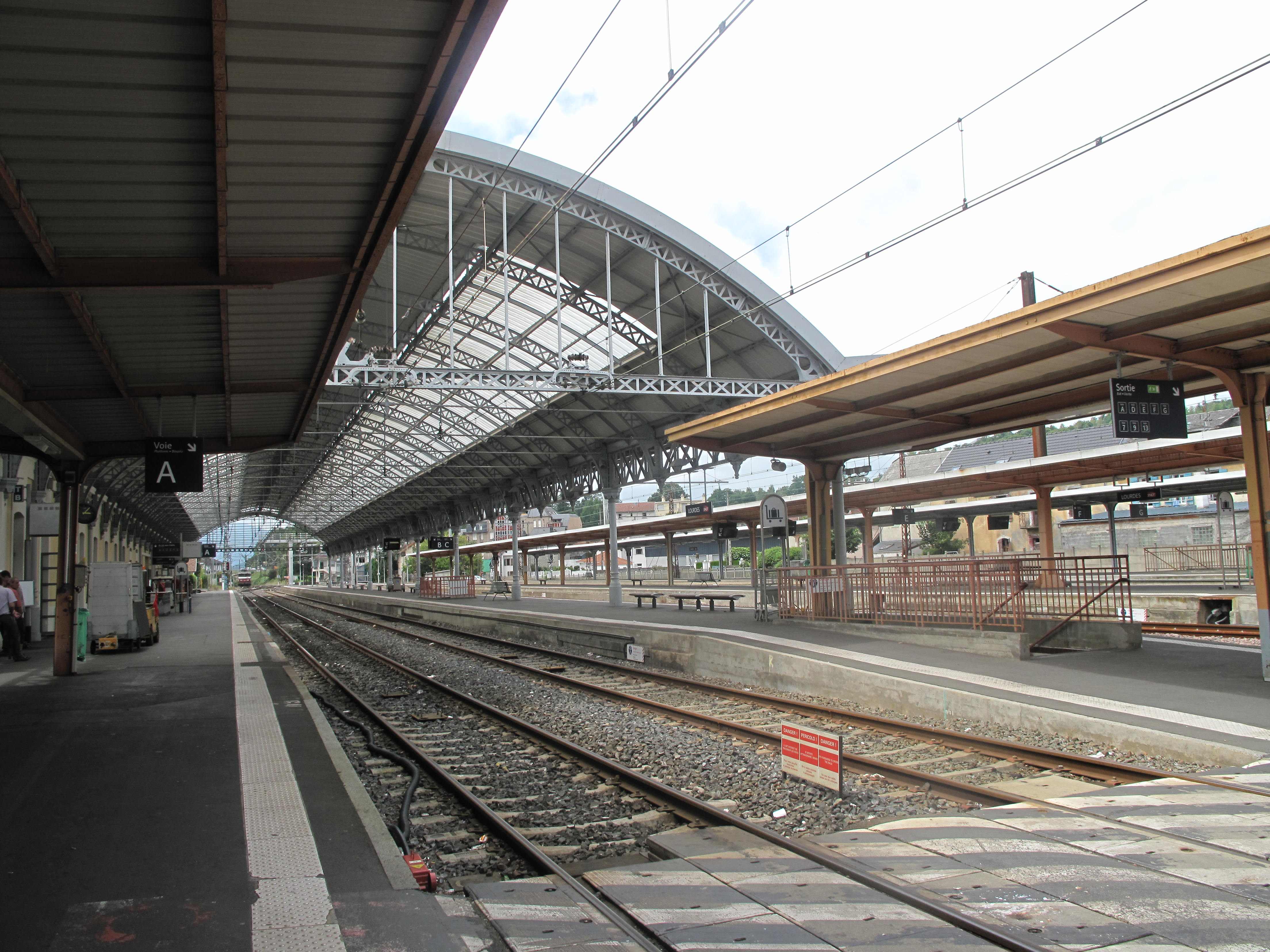
Bahnhof Lourdes

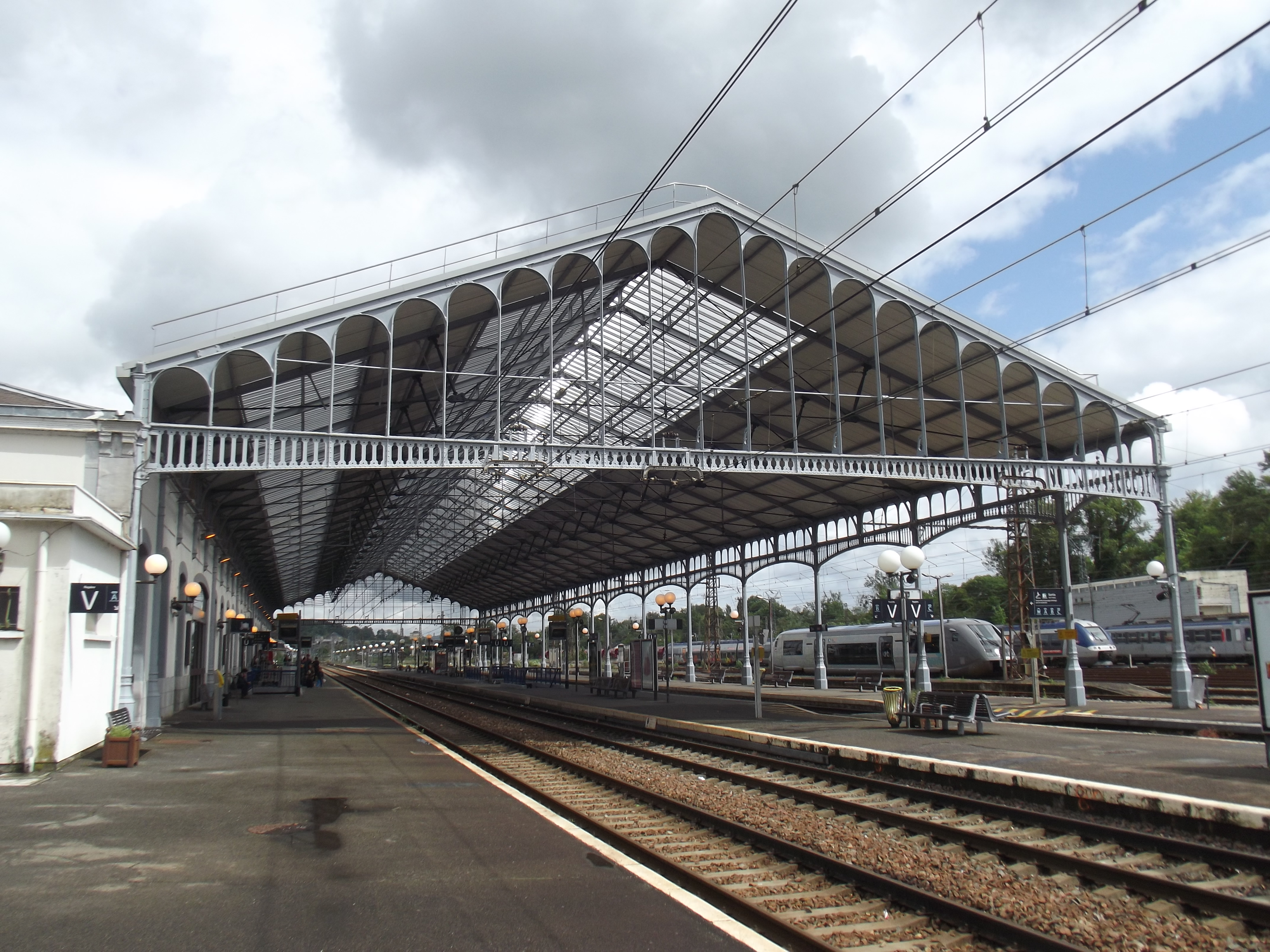
Bahnhof Pau

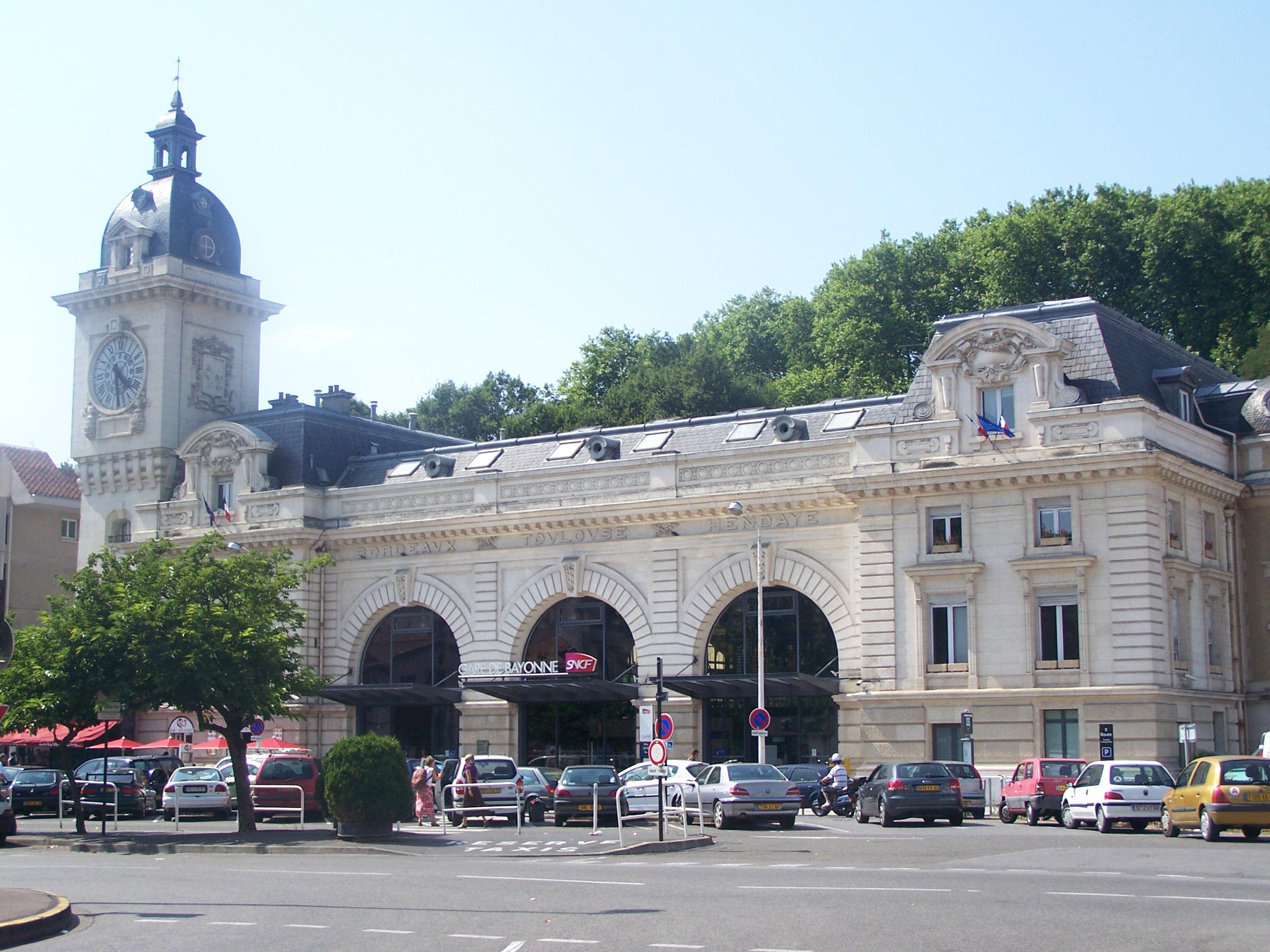
Bahnhof Bayonne

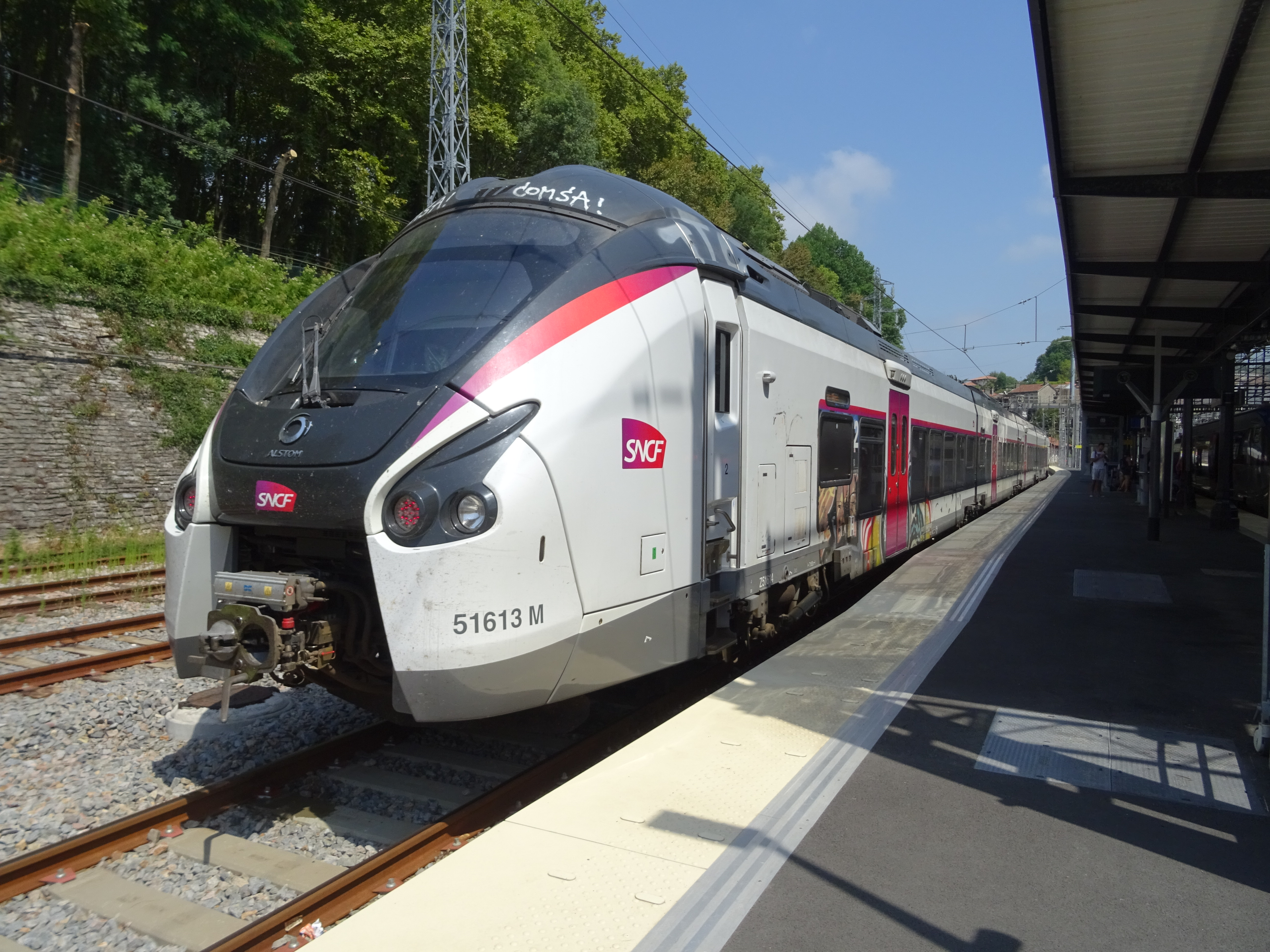
Im Regionalverkehr wie als Intercités bedienen Triebzüge die Strecke, hier ein Alstom Coradia Liner nach Ankunft in Bayonne, August 2022

Am 23. Oktober 1856 wurde der öffentliche Nutzen der Strecke durch ein kaiserliches Dekret festgestellt. 
Das staatliche Transportministerium erteilte am 1. August 1857 der Gesellschaft Compagnie des chemins de fer du Midi et du Canal latéral à la Garonne die Konzession zum Bau und bestätigte sie am selben Tag durch ein weiteres Dekret. 1860 wurde der Auftrag an die Compagnie du Midi übertragen. Der Ingenieur Colomès de Juillan schlug vor, die Strecke über Tarbes statt Auch zu führen. Er wurde in diesem Anliegen durch Napoleons III. Generalsekretär Achille Fould unterstützt. Als wesentlicher Vorteil einer Streckenführung durch das Département Haute-Garonne galt die Erschließung einiger Thermalbäder in den Pyrenäen, die so weiterentwickelt werden konnten. 
Der östliche Abschnitt von Toulouse nach Montréjeau wurde 1861 bis 1862 in Betrieb genommen, der westliche zwischen Pau und Bayonne 1863 bis 1864 und der zentrale Abschnitt von Montréjeau über Tarbes nach Pau 1866 bis 1867.
Die gesamte Strecke war zunächst eingleisig. Sie wurde von 1869 bis 1900 zwischen Toulouse Puyoô auf Doppelspur ausgebaut. Wegen der großen Steigungen von bis zu 33 Promille und dem Kohlemangel in der Region trieb die Compagnie du Midi die Elektrifizierung der Strecke voran. Unter der Leitung des Ingenieurs Jean-Raoul Paul wurde begonnen, die Strecke mit 12 Kilovolt −16,66 Hertz Wechselstrom zu elektrifizieren. Als auf Antrag des Militärs ein Regierungsbeschluss die Vereinheitlichung des Stromnetzes auf 1500 Volt Gleichstrom festlegte, mussten die Pläne der Gesellschaft geändert werden: Am 3. Oktober 1922 wurde die 1913 installierte Oberleitung auf der Strecke von Pau nach Tarbes auf die neue Spannung umgestellt; genau ein Jahr später folgte die Umstellung des 1914 installierten Abschnitts von Tarbes nach Montréjeau. Von Anfang an mit 1500 Volt Gleichspannung betrieben wurde die Oberleitung von Montréjeau nach Boussens ab April 1924, von Boussens nach Toulouse ab Juli 1924 und von Pau nach Puyoô ab 2. Januar 1925. 1930 wurde die Elektrifizierung auf dem verbliebenen Abschnitt von Puyoô nach Bayonne abgeschlossen.
Nach dem Waffenstillstand von Compiègne am 22. Juni 1940 (de facto eine Kapitulation) verlief die Grenze zwischen freiem und besetztem Frankreich durch den Bahnhof von Orthez, wo alle Züge auf Weisung der deutschen Besatzungsarmee eine halbstündige Pause einlegen mussten. Die Bahnstrecke erlitt im Zweiten Weltkrieg keine größere Schaden.
Während der Schienengüterverkehr wie im gesamten französischen Eisenbahnnetz beständig abnahm, lebte der Personenverkehr auf, vor allem weil seit den 1990er Jahren einige TGV auf der Strecke verkehren. Die Tangentialverbindungen der ehemaligen Expresszüge in Südostfrankreich hingegen wurden komplett eingestellt. In 2004 wurde für die Kapazitätssteigerung der Toulouser S-Bahnlinie D der Abschnitt zwischen Portet-Saint-Simon und Muret auf automatischen Fahrtbetrieb umgestellt (siehe auch Véhicule automatique léger).

## Steilrampe Capvern
Mit der Steilrampe Rampe de Capvern gelangt die Strecke von 196 Meter bei Tournay auf eine Höhe von 596 Meter bei Capvern. Bei einer Länge von 8 Kilometern beträgt die Steigung 33 Promille. Daher benötigen hier auch einige Personenzüge eine zusätzliche Lokomotive, die bei der Fahrt bergauf unterstützt. Da dies einer der steilsten Abschnitte im französischen Streckennetz ist, werden neue Fahrzeuge beim Genehmigungsverfahren auf der Steilrampe erprobt.